# Барське герцогство
Ба́рське ге́рцогство (лат. Ducatus Barensis, фр. Duché de Bar, нім. Herzogtum Bar) — герцогство у Західній Європі, на західному кордоні Священної Римської імперії, зі столицею у місті Бар, що існувало в 1354—1766 роках. Розташовувалося на території сучасної східної Франції. Виникло на основі Барського графства (фр. Comté de Bar), яке виокремилося зі складу Лотаринзького герцогства імперії в 1033 році, а згодом було поділено в 1301 році між Імперією і Францією. Від 1480 року перебувало в династичній унії з Лотаринзьким герцогством, з яким об'єдналося 1508 року. Входило до Верхньорейнського імперського округу. 1766 року приєднане до Французького королівства. 

## Назва
- Барське герцогство (лат. Ducatus Barensis, фр. Duché de Bar), або герцогство Бар (нім. Herzogtum Bar)

## Історія
В 951 році Фрідріх був заручений з Беатрис, дочкою Гуго Великого, герцога Франції і Гедвіги Саксонської, сестри короля Східно-Франкського королівства Оттона I. Шлюб відбувся в 954 році. Цей шлюб приніс Фрідріху як придане володіння абатства Сен-Дені в Лотарингії, в тому числі і абатство Сен-Мійель. У спробі створити власні володіння Фрідріх обміняв єпископу Туля деякі володіння, завдяки чому у нього в руках виявилося графство Бар. Згодом Фрідріх був призначений Оттоном герцогом Верхньої Лотарингії. Його нащадки надалі правили графством.
В 1026 році помер Тьєррі I, онук Фрідріха I, а в 1033 році помер його бездітний син Фрідріх III, правнук Фрідріха I. Двох його сестер, Софію і Беатрис взяла під опіку їх тітка Ґізела Швабська. Софія успадкувала графство Бар, а Верхня Лотарингія була передана чоловіком Гізели, імператором Конрадом II, герцогу Нижньої Лотарингії Гозело (Гоцело) I. Таким чином, Лотарингія була знову об'єднана в єдине герцогство, а Бар виділився в окреме Барське графство (фр. Comté de Bar).
Із спадщини брата Софія отримала абатство Сен-Мійель і залежні від нього замки Бар-ле-Дюк, Амансіо і Муссон і південну частину споконвічних земель її роду. Вона вступила у володіння своїми землями, коли в 1038 році вийшла заміж за Людовика де Скарпоні, графа Монбельяра. Близько 1073 року чоловік Софії помер, і Монбельяр перейшов до їх старшому синові Тьєррі. Після смерті Софії в руках Тьєррі виявився і Бар.

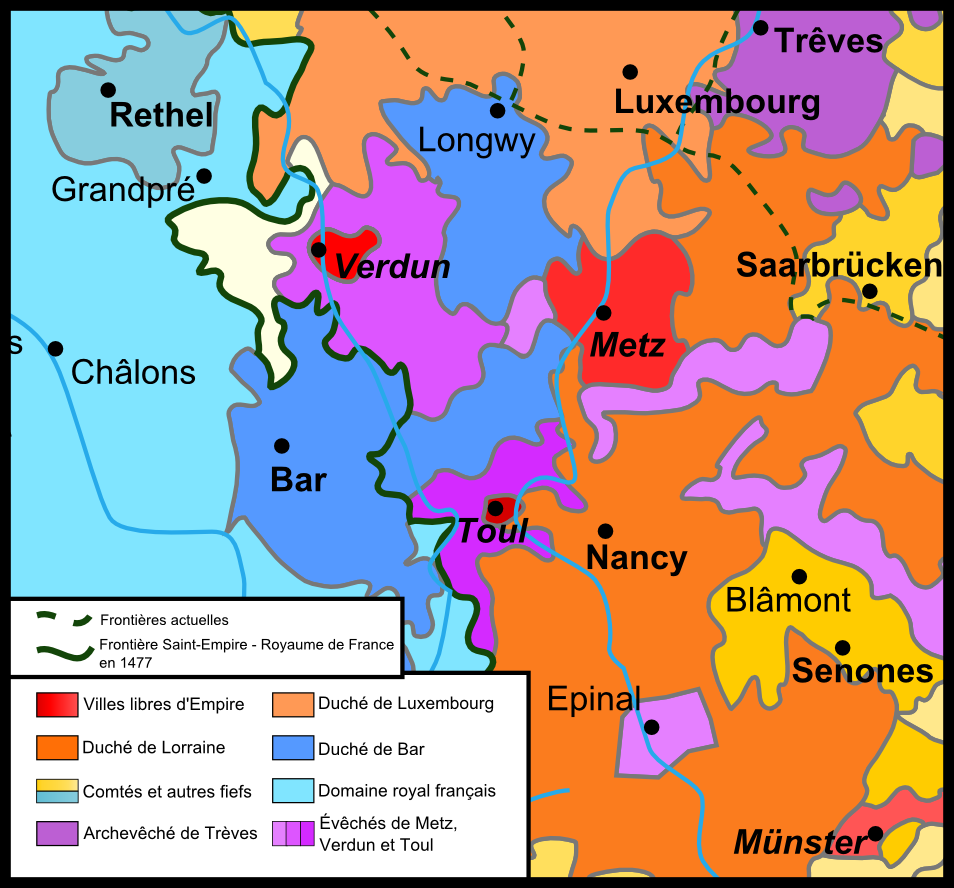
Герцогство Бар в XV ст. (синім кольором)

13 березня 1354 роки маленька сеньорія Муссон, завжди залежна від Бара, була перетворена в маркграфство Понт-а-Муссон. Це викликало невідповідність в титулах графа Бара Роберта, так як на першому місці стояв титул маркграфа, хоча чільні землі в його володіннях розташовувалися навколо Бар-ле-Дюка. Для того, щоб усунути це непорозуміння, імператор Карл IV звів Бар разом з Люксембургом в статус герцогства.
В 1401 році Роберт склав заповіт на користь свого третього сина Едуарда, надавши йому узуфрукт у вигляді герцогства. З цим не погодився його онук Роберт де Марль, і в 1406 році відбувся процес в парламенті Парижа, який завершився невдало для нього в 1409 році — Роберт отримав компенсацію в 1413 році у вигляді титулів графа де Марль і (як спадкоємець своєї матері) графа де Суассон, але герцогства він так і не зміг домогтися. Його дядько Едуард виграв процес в 1411 році і отримав Бар у вигляді узуфрукта. Чотири роки по тому Роберт де Марль, герцог Едуард і його молодший брат Жан де Пюїзе загинули в битві при Азенкурі.
З самого початку свого правління в Барі Людовик почав шукати союзу і миру з герцогом Лотарингії Рене Добрим. Протягом декількох століть графи Бара і герцоги Лотарингії конфліктували між собою. В результаті переговорів 13 серпня 1419 року було укладено договір, а в 1420 році відбувся шлюб між його внучатим племінником Рене Добрим та Ізабеллою, дочкою і спадкоємицею герцога Лотарингії Карла II. Їм Людовик заповідав герцогство Бар. Після смерті Людовика в 1431 році його зять Рене приєднав Бар до Лотарингії. Незважаючи на об'єднання герцогств під одним правителем, Бар частково зберіг свою незалежність від Лотарингії, так як наступні правителі іменувалися «герцогами Лотарингії і Бара».
Після смерті Лещинського в 1766 році обидва герцогства перейшли до корони. Землі що колись належали до Барського герцогства утворили потім більшу частину французьких департаментів Мез і Мерт і Мозель.